# ジョゼフ・カントルーブ
ジョゼフ・カントルーブ（Joseph Canteloube）こと本名マリー＝ジョゼフ・カントルーブ・ド・マラレー（Marie-Joseph Canteloube de Malaret, 1879年10月21日 アルデシュ県アンノネ – 1957年11月4日 エソンヌ県グリニー）は、フランスの作曲家・音楽学者。オーヴェルニュ民謡に管弦楽法をまとわせた歌曲集によってとりわけ高名である。

## 略歴
オーヴェルニュ地方の由緒ある家庭に生まれる。4歳半から、ショパンの友人だったアメリー・デゼールにピアノを入門。バカロレアを取得したのちボルドーの銀行に勤めるが、病気のためマラレーの実家に戻る。恢復後に、パリに上京して音楽の道に進むことを決心、1901年にスコラ・カントルムに入学してヴァンサン・ダンディとシャルル・ボルドに師事。やがてデオダ・ド・セヴラックやイサーク・アルベニス、アルベール・ルーセルと親交を結んだ。
1907年にピアノとヴァイオリンのための4楽章の組曲《山岳にて（フランス語: Dans la montagne）》を作曲、国民音楽協会において上演された。その他の注目すべき作品として、声楽と弦楽四重奏のための《感傷的な対話（Colloque sentimental）》（1908年）や管弦楽のための《秋の牧歌（Eglogue d'Automne）》（1910年）、交響詩《遠方の姫君へ（Vers la Princesse lointaine）》（1912年）、管弦楽伴奏歌曲《春に（Au Printemps）》と連作歌曲集《大地（L'Arada）》（1922年）が挙げられる。
1910年から1913年にかけて自作の台本によるオック語オペラ《農場（Le Mas）》を作曲。この3幕の最初の歌劇は、1925年にウージェル賞を獲得し、10万フランを授与された。しかしながらオペラ・コミック座の理事たちの反応は、出版社の審査員ほど熱狂的でなく、版元の圧力で1929年4月3日に初演を迎えたものの、2度と再演されなかった。2作目の《ヴェルサンジェトリクス（Vercingétorix）》は、リオン市長エチエンヌ・クレマンテル(Étienne Clémentel)と、エルヴェ・ルヴィック(Hervé Louwyck)との合作の台本に触発された4幕の歌劇で、ユリウス・カエサルによるガリア討伐を扱っている。1933年6月22日に初演されたが、劇場向きでないとして非難された。
1925年に数人のオーヴェルニュ出身の若者たちと文化団体「ラ・ブレ（La Bourrée）」をパリで旗揚げし、郷里の民謡や景勝地を広めようと努めた。カントルーブ自身は、「農民の唄というものは、形式の点ではともかくとしても、情緒や表現においては、最も純粋な芸術の水準にまでしばしば到達している（"les chants paysans s'élèvent bien souvent au niveau de l'art le plus pur, par le sentiment et l'expression, sinon par la forme".）」と信じていた。ルエルグやリムーザン、ケルシーの民謡に基づく《オート・オーヴェルニュの唄》や、地元の宗教的な民謡による《オーヴェルニュの宗教歌（Chants religieux d'Auvergne）》、フィリウス・ルベスクの詩による《ガリア人の賛歌（L'Hymne des Gaules）》を作曲し、ケルト吟遊詩人大学の創設にも関与した。
1941年には、ナチスがフランスに進駐するとヴィシー政権に参加し、君主制を唱える機関紙『アクション・フランセーズ』に寄稿している。いくつかのラジオ局に参加して、テノール歌手クリスチャン・セルヴァとともに民謡番組「フランスの唄」を手懸けた。この放送は、地方の大衆音楽を普及するのに理想の媒体となった。
作曲家としての活躍のかたわらで音楽学者としても活動し、伝統的なフランス民謡を採譜して、ディディエ社やユージェル社から出版した。1949年には恩師ヴァンサン・ダンディの、1950年には友人デオダ・ド・セヴラックの評伝を執筆している。
カントルーブは、最も評価の高い代表作の《オーヴェルニュの歌（Chants d'Auvergne）》を完成させるのに30年以上を費やした。（時に過剰なほどに）思い入れの詰まったこの歌曲集は、オーヴェルニュの風景をオーケストラの煌びやかな音色に写し出し、フランス民謡の鄙びた旋律を知らしめるのに一役買っている。